# Neobisium ischyrum ischyrum
Neobisium ischyrum ischyrum es una subespecie de arácnido  del orden Pseudoscorpionida de la familia Neobisiidae.

## Distribución geográfica
Se encuentra en Portugal y España.